# Ortrun Enderlein
Ortrun Enderlein (Friedrichroda, 23 februari 1949) is een Oost-Duits rodelaarster.
Enderlein won tijdens de Olympische Winterspelen 1964 de gouden medaille.
In 1965 en 1967 werd Enderlein wereldkampioen.
Tijdens de Olympische Winterspelen 1968 stond Enderlein na drie afdalingen eerste met een voorsprong van 0,02 seconden op landgenote Anna-Maria Müller. De Oost-Duitse vrouwen werden gediskwalificeerd vanwege het verwarmen van de ijzers.

## Resultaten

### Wereldkampioenschappen
| Jaar | Plaats       | Resultaat   |
| ---- | ------------ | ----------- |
| 1965 | Davos        | individueel |
| 1967 | Hammarstrand | individueel |

### Olympische Winterspelen
| Jaar | Plaats    | Resultaat      |
| ---- | --------- | -------------- |
| 1964 | Innsbruck | individueel    |
| 1968 | Grenoble  | DQ individueel |

1964: Ortrun Enderlein ·
1968: Erica Lechner ·
1972: Anna-Maria Müller ·
1976: Margit Schumann ·
1980: Vera Sosoelja ·
1984: Steffi Walter-Martin ·
1988: Steffi Walter-Martin ·
1992: Doris Neuner ·
1994: Gerda Weissensteiner ·
1998: Silke Kraushaar ·
2002: Sylke Otto ·
2006: Sylke Otto ·
2010: Tatjana Hüfner ·
2014: Natalie Geisenberger ·
2018: Natalie Geisenberger ·
2022: Natalie Geisenberger
- Gemeinsame Normdatei: 116225534X
- Virtual International Authority File: 6518153126242124750009